# Juanita Kreps
Clara Juanita Kreps, nata Morris (Lynch, 11 gennaio 1921 – Durham, 5 luglio 2010), è stata una politica ed economista statunitense, segretario al Commercio durante l'amministrazione Carter.

## Biografia
Nata nel Kentucky, la Kreps si laureò in economia alla Duke University dove alcuni anni più tardi venne assunta come docente; la Kreps ricoprì anche la carica di vicedirettrice dell'università.
Nel 1972 divenne la prima donna a dirigere il NYSE e nel frattempo fu membro di numerosi consigli di amministrazione.
Quando nel 1976 Jimmy Carter vinse le presidenziali, la Kreps fu scelta come segretario al Commercio, prima donna nella storia a rivestire tale carica e quarta donna in assoluto a fare parte di un gabinetto presidenziale.
La Kreps mantenne l'incarico per oltre due anni e mezzo, finché nell'ottobre del 1979 rassegnò le proprie dimissioni in seguito al tentato suicidio del marito Clifton. L'uomo morì nel 2000 e la moglie gli sopravvisse per dieci anni; Juanita Kreps morì nel luglio del 2010 per complicazioni dovute alla malattia di Alzheimer.